# Richard Morales
Richard Morales (ur. 21 lutego 1975 w Montevideo) – urugwajski piłkarz występujący na pozycji napastnika.

## Kariera klubowa
Richard Morales zawodową karierę rozpoczął w 1996 roku w Platense. Następnie przeniósł się do innego klubu ze stolicy kraju – Basáñezu, gdzie spędził 2 sezony. W 1999 roku zawodnik podpisał kontrakt z jednym z najbardziej utytułowanych zespołów w kraju - Nacionalem. 2 razy zdobył z nim mistrzostwo Urugwaju – w 2000 i 2001 roku. Łącznie dla „Tricolores” Morales rozegrał 68 ligowych pojedynków, w których 20 razy wpisał się na listę strzelców.
W 2002 roku Morales trafił do Hiszpanii, gdzie został zawodnikiem Osasuny Pampeluna. Na Estadio El Sadar rywalizował o miejsce w ataku z takimi piłkarzami jak John Aloisi, Ibrahima Bakayoko czy Savo Milošević. Przez 3 lata gry dla „Los Rojillos” Morales wystąpił w 50 ligowych meczach, w których zdobył 11 bramek. W 2005 roku przeszedł do Málagi, gdzie grał między innymi u boku swoich rodaków – Marcelo Romero i Oscara Javiera Moralesa. Málaga zajęła ostatnie miejsce w Primera División i spadła do drugiej ligi, gdzie uplasowała się dopiero na piętnastej pozycji.
W 2007 roku urugwajski napastnik powrócił do Nacionalu, jednak pozostał w nim tylko na 1 sezon. 31 sierpnia 2008 roku podpisał kontrakt z brazylijskim Grêmio Porto Alegre, a od 16 lutego 2009 roku reprezentował barwy LDU Quito. Umowa z ekwadorską drużyną została jednak rozwiązana 2 kwietnia na skutek problemów zdrowotnych ojca Moralesa. Następnie nowym pracodawcą Urugwajczyka został Fénix.

## Kariera reprezentacyjna
W reprezentacji Urugwaju Morales zadebiutował 13 lipca 2001 roku w wygranym 1:0 meczu przeciwko Boliwii w ramach rozgrywek Copa América. 25 listopada tego samego roku strzelając 2 gole w barażowym spotkaniu z Australią zapewnił Urugwajowi awans do mistrzostw świata. Na mundialu tym „Charrúas” zajęli trzecie miejsce w swojej grupie i odpadli z turnieju. Sam Richard na boiskach Korei Południowej i Japonii rozegrał 2 spotkania i strzelił 1 gola. W pojedynku z Danią w 88. minucie zmienił Sebastiána Abreu, a w meczu przeciwko Senegalowi w 46. minucie zastąpił Marcelo Romero i wkrótce po pojawieniu się na boisku zdobył bramkę. Łącznie dla drużyny narodowej Morales rozegrał 27 spotkań, w których strzelił 6 goli.